# تپه قلاحاجی چمنار
تپه قلاحاجی چمنار مربوط به دوره اشکانیان - دوره تیموریان است و در شهرستان دورود، بخش مرکزی، دهستان حشمت آباد، ۲۰۰ متری غرب روستای چمنار واقع شده و این اثر در تاریخ ۶ اسفند ۱۳۸۵ با شمارهٔ ثبت ۱۷۶۱۶ به‌عنوان یکی از آثار ملی ایران به ثبت رسیده است.